# Џон Ешбери
Џон Лоренс Ешбери (енгл. John Lawrence Ashbery; Рочестер, 28. јули 1927 – Хадсон, 3. септембар 2017) био је амерички песник, аутор више од двадесет књига поезије и добитник највећих америчких награда за поезију, међу којима је и Пулицерова награда 1976. године за збирку Аутопортрет у конвексном огледалу (Self-portrait in a Convex Mirror).

## Биографија
Џон Ешбери је рођен у Рочестеру, у америчкој држави Њујорк, и одрастао је на фарми у близини реке Онтарио. Писање поезије започео је у школи Deerfield Academy, где је читао дела аутора као што су Вистан Хју Оден и Дилан Томас. Његова рана жеља је била да буде сликар, па је у периоду школовања похађао часове у уметничком музеју у Рочестеру.
Дипломирао је на Харварду 1949. године. Свој завршни рад писао је о поезији В. Х. Одена. После кратког студирања на Њујоршком универзитету, диплому мастер студија је стекао на Универзитету Колумбија 1951. године.
Током 1965. године је, као Фулбратјов стипендиста, живео у Француској. У том периоду је радио као сарадник и ликовни критичар у различитим часописима, што је наставио у по повратку у САД. Тада је остварио и сарадњу са Ендијем Ворхолом o чијем раду је писао врло позитивне критике.
Почетком 70-их почео је да предаје на Колеџу у Бруклину. Био је изабран за члана Америчке академије наука и уметности 1983. године. Од тада, паралелно са песничким траје и његов академски рад.

## Песнички рад
У првим песничким делима уочљив је утицај Одена, као и Воласа Стивенса, Бориса Пастернака и француских надреалиста. У позним 50-им Џон Бернард Мајерс сврстао је Ашберијеву авангардну поезију, као и рад Кенета Коха, Френка О’Харе, Барбаре Гест и других, у тзв. Њујоршку школу.
Критика је током 70-их поклонила пажњу Ешберијевом делу који је све мање схватан као контроверзни авангардни песник, постајући један од најзначајнијих песника Америке. После књиге Три поеме (Three Poems, 1973), дошла је збирка Аутопортрет у конвексном огледалу (Self-portait in a Convex Mirror), за коју је добио при највеће америчке награде за поезију: Пулицерову (Pulitzer Prize), Националну књижевну награду (National Book Award) и Националну награду критике (National Book Critics Award).

## Преводи на српски
Обимно песничко дело Џона Ешберија није много превођено на српски, и може се пронаћи понеки прилог у периодици. Међу преводиоцима су Давид Албахари  164220423, Срба Митровић  159970823, Соња Веселиновић  307550983 и др.
Једна Ешберијева песма инспирисана је олујом која је погодила Београд 24. маја 1937. године, o чему је као деветогодишњак читао у часопису Life. Опис овог страшног невремена који је часопис пренео 21. јуна 1937. под насловом "Hail Makes History in Belgrade" инспирисао је Ешберија да напише песму “The Hailstorm in Belgrade, May 24th 1937.” која је објављена у издању сабраних песама Collected poems 1991-2000.

## Награде
- 2017 - The Raymond Roussel Society Medal
- 2011 - National Humanities Medal
- 2011 - New York Writers Hall of Fame
- 2011 - National Book Foundation*
- 2008 - America Award in Literature
- 2008 - Robert Creeley Award
- 1995 - Robert Frost Medal
- 1984 - Bollingen Prize in Poetry A Wave (1984)
- 1984 - Lenore Marshall Poetry Prize A Wave (1984)
- 1976 - Pulitzer Prize in Poetry Self-portrait in a Convex Mirror (1975).
- 1976 - National Book Award Self-portrait in a Convex Mirror (1975).
- 1976 - National Book Critics Circle Award Self-portrait in a Convex Mirror (1975).
- 1956 - Yale Younger Poets Prize, Some Trees (1956)

## Дела

### Поезија
- Turandot and other poems (1953)
- Some Trees (1956)
- The Tennis Court Oath (book)|The Tennis Court Oath (1962)
- Rivers and Mountains (1966)
- The Double Dream of Spring (1970)
- Three Poems (1972)
- The Vermont Notebook (1975)
- Self-portrait in a Convex Mirror (1975)
- Houseboat Days (1977)
- As We Know (1979)
- Shadow Train (1981)
- A Wave (1984)
- April Galleons (1987)
- Flow Chart (1991)
- Hotel Lautréamont (1992)
- And the Stars Were Shining (1994)
- Can You Hear, Bird? (1995)
- The Mooring of Starting Out: The First Five Books of Poetry (1997)
- Wakefulness (1998)
- Girls on the Run (poem) (1999)
- Your Name Here (Ashbery (2000)
- As Umbrellas Follow Rain (2001)
- Chinese Whispers (Ashbery book) (2002)
- Where Shall I Wander (2005)
- Notes from the Air: Selected Later Poems (2007)
- A Worldly Country (2007)
- Planisphere (2009)
- Collected Poems 1956-87 (2010)
- Quick Question (2012)
- Breezeway (2015)
- Commotion of the Birds (2016)

### Проза, драме и преводи
- A Nest of Ninnies (1969)
- Three Plays (1978)
- The Ice Storm (1987)
- Reported Sightings: Art Chronicles, 1957-1987 (1989)
- 100 Multiple-Choice Questions (2000)
- Selected Prose 1953-2003 (2005)
- Martory, Pierre The Landscapist Ashbery (2008)
- Rimbaud, Arthur Illuminations Ashbery (2011)
- Collected French Translations: Poetry (2014)
- Collected French Translations: Prose (2014)